# Black Ice World Tour
Black Ice World Tour bylo koncertní turné australské hardrockové skupiny AC/DC, které sloužilo jako propagace studiového alba Black Ice. Turné trvalo od roku 2008 do roku 2010 a stalo se tak jedním z nejvýdělečnějších turné vůbec. Jednalo se o poslední turné nejúspěšnější sestavy, tedy s kytaristou Malcolmem Youngem a bubeníkem Philem Ruddem, kteří ze skupiny odešli v roce 2014. V rámci turné skupina vystoupila třikrát v Buenos Aires v Argentině, kam dorazilo v součtu přes 170 000 diváků, druhý ze tří koncertů skupina nahrávala a vydala pod názvem Live at River Plate.

## Setlist
1. "Rock 'n' Roll Train"
2. "Hell Ain't a Bad Place to Be"
3. "Back in Black"
4. "Big Jack"
5. "Dirty Deeds Done Dirt Cheap"
6. "Shot Down in Flames"
7. "Thunderstruck"
8. "Black Ice"
9. "The Jack"
10. "Hells Bells"
11. "Shoot to Thrill"
12. "War Machine"
13. "Anything Goes"
14. "You Shook Me All Night Long"
15. "T.N.T."
16. "Whole Lotta Rosie"
17. "Let There Be Rock"

Přídavek:
1. "Highway to Hell"
2. "For Those About to Rock (We Salute You)"

## Sestava
AC/DC
- Brian Johnson – (zpěv)
- Angus Young – (sólová kytara)
- Malcolm Young – (doprovodná kytara, doprovodné vokály)
- Cliff Williams – (baskytara, doprovodné vokály)
- Phil Rudd – (bicí)

## Turné v datech
| Datum              | Město                 | Stát          | Místo                                 | Počet diváků      | Výdělek     |
| ------------------ | --------------------- | ------------- | ------------------------------------- | ----------------- | ----------- |
| Severní Amerika    |                       |               |                                       |                   |             |
| 28. října 2008     | Wilkes-Barre          | Spojené státy | Wachovia Arena at Casey Plaza         |                   |             |
| 30. října 2008     | Rosemont              | Spojené státy | Allstate Arena                        | 27,770 / 27,770   | $2,485,415  |
| 1. listopadu 2008  | Rosemont              | Spojené státy | Allstate Arena                        | 27,770 / 27,770   | $2,485,415  |
| 3. listopadu 2008  | Indianapolis          | Spojené státy | Conseco Fieldhouse                    | 14,458 / 14,458   | $1,314,215  |
| 5. listopadu 2008  | Auburn Hills          | Spojené státy | The Palace of Auburn Hills            | 15,189 / 15,189   | $1,276,091  |
| 7. listopadu 2008  | Toronto               | Kanada        | Rogers Centre                         |                   |             |
| 9. listopadu 2008  | Boston                | Spojené státy | TD Banknorth Garden                   | 13,718 / 13,718   | $1,255,040  |
| 12. listopadu 2008 | New York City         | Spojené státy | Madison Square Garden                 | 28,136 / 28,136   | $2,465,450  |
| 13. listopadu 2008 | New York City         | Spojené státy | Madison Square Garden                 | 28,136 / 28,136   | $2,465,450  |
| 15. listopadu 2008 | Washington, D.C.      | Spojené státy | Verizon Center                        |                   |             |
| 17. listopadu 2008 | Filadelfie            | Spojené státy | Wachovia Center                       |                   |             |
| 19. listopadu 2008 | East Rutherford       | Spojené státy | Izod Center                           |                   |             |
| 21. listopadu 2008 | Columbus              | Spojené státy | Value City Arena                      |                   |             |
| 23. listopadu 2008 | St. Paul              | Spojené státy | Xcel Energy Center                    | 15,419 / 15,419   | $1,380,001  |
| 25. listopadu 2008 | Denver                | Spojené státy | Pepsi Center                          |                   |             |
| 28. listopadu 2008 | Vancouver             | Kanada        | General Motors Place                  |                   |             |
| 30. listopadu 2008 | Tacoma                | Spojené státy | Tacoma Dome                           |                   |             |
| 2. prosince 2008   | Oakland               | Spojené státy | Oracle Arena                          | 28,502 / 28,502   | $2,565,180  |
| 4. prosince 2008   | Oakland               | Spojené státy | Oracle Arena                          | 28,502 / 28,502   | $2,565,180  |
| 6. prosince 2008   | Inglewood             | Spojené státy | The Forum                             |                   |             |
| 8. prosince 2008   | Inglewood             | Spojené státy | The Forum                             |                   |             |
| 10. prosince 2008  | Phoenix               | Spojené státy | US Airways Center                     | 14,004 / 14,712   | $1,352,852  |
| 12. prosince 2008  | San Antonio           | Spojené státy | AT&T Center                           | 14,491 / 14,491   | $1,235,229  |
| 14. prosince 2008  | Houston               | Spojené státy | Toyota Center                         | 13,317 / 13,317   | $1,178,626  |
| 16. prosince 2008  | Atlanta               | Spojené státy | Philips Arena                         | 16,090 / 16,090   | $1,268,752  |
| 18. prosince 2008  | Charlotte             | Spojené státy | Time Warner Cable Arena               | 15,125 / 15,125   | $1,360,148  |
| 20. prosince 2008  | Sunrise               | Spojené státy | BankAtlantic Center                   | 14,388 / 14,388   | $1,276,696  |
| 21. prosince 2008  | Tampa                 | Spojené státy | St. Pete Times Forum                  | 15,218 / 15,218   | $1,347,0333 |
| 5. ledna 2009      | Cleveland             | Spojené státy | Quicken Loans Arena                   |                   |             |
| 7. ledna 2009      | Pittsburgh            | Spojené státy | Mellon Arena                          | 12,937 / 13,118   | $1,145,063  |
| 9. ledna 2009      | Toronto               | Kanada        | Rogers Centre                         | 45,350 / 45,350   | $3,414,693  |
| 11. ledna 2009     | Cincinnati            | Spojené státy | U.S. Bank Arena                       | 11,864 / 12,004   | $1,053,863  |
| 13. ledna 2009     | St. Louis             | Spojené státy | Scottrade Center                      | 14,394 / 14,394   | $1,276,091  |
| 15. ledna 2009     | Omaha                 | Spojené státy | Qwest Center                          | 14,591 / 14,591   | $1,305,895  |
| 17. ledna 2009     | Fargo                 | Spojené státy | Fargodome                             | 21,692 / 21,692   | $1,870,334  |
| 19. ledna 2009     | St. Paul              | Spojené státy | Xcel Energy Center                    | 15,499 / 15,499   | $1,387,161  |
| 21. ledna 2009     | Kansas City           | Spojené státy | Sprint Center                         |                   |             |
| 23. ledna 2009     | Dallas                | Spojené státy | American Airlines Center              | 14,521 / 14,521   | $1,253,179  |
| 26. ledna 2009     | Tulsa                 | Spojené státy | BOK Center                            |                   |             |
| 28. ledna 2009     | North Little Rock     | Spojené státy | Alltel Arena                          | 11,858 / 11,858   | $953,327    |
| 30. ledna 2009     | Memphis               | Spojené státy | FedExForum                            | 13,673 / 13,673   | $1,155,086  |
| 31. ledna 2009     | Nashville             | Spojené státy | Sommet Center                         | 14,476 / 14,476   | $1,263,441  |
| Evropa             |                       |               |                                       |                   |             |
| 18. února 2009     | Bærum                 | Norsko        | Telenor Arena                         |                   |             |
| 20. února 2009     | Stockholm             | Švédsko       | Ericsson Globe                        |                   |             |
| 22. února 2009     | Stockholm             | Švédsko       | Ericsson Globe                        |                   |             |
| 25. února 2009     | Paříž                 | Francie       | Palais omnisports de Paris-Bercy      |                   |             |
| 27. února 2009     | Paříž                 | Francie       | Palais omnisports de Paris-Bercy      |                   |             |
| 1. března 2009     | Antverpy              | Belgie        | Sportpaleis                           | 16,279 / 16,279   | $1,157,604  |
| 5. března 2009     | Lipsko                | Německo       | Messehalle                            |                   |             |
| 7. března 2009     | Düsseldorf            | Německo       | ISS Dome                              |                   |             |
| 9. března 2009     | Oberhausen            | Německo       | König Pilsener Arena                  |                   |             |
| 11. března 2009    | Brémy                 | Německo       | AWD-Dome                              |                   |             |
| 13. března 2009    | Rotterdam             | Nizozemsko    | Rotterdam Ahoy                        |                   |             |
| 15. března 2009    | Dortmund              | Německo       | Westfalenhalle                        |                   |             |
| 17. března 2009    | Praha                 | Česko         | O2 Arena                              |                   |             |
| 19. března 2009    | Milán                 | Itálie        | Mediolanum Forum                      |                   |             |
| 21. března 2009    | Milán                 | Itálie        | Mediolanum Forum                      |                   |             |
| 23. března 2009    | Budapešť              | Maďarsko      | Budapest Sportaréna                   | 14,400 / 14,400   | $999,282    |
| 25. března 2009    | Frankfurt nad Mohanem | Německo       | Festhalle Frankfurt                   |                   |             |
| 27. března 2009    | Mnichov               | Německo       | Olympiahalle                          |                   |             |
| 31. března 2009    | Barcelona             | Španělsko     | Palau Sant Jordi                      | 17,880 / 17,880   | $1,330,203  |
| 2. dubna 2009      | Madrid                | Španělsko     | Palacio de los Deportes               | 15,911 / 15,911   | $1,189,202  |
| 4. dubna 2009      | Bilbao                | Španělsko     | Bizkaia Arena                         | 16,320 / 16,320   | $1,206,635  |
| 6. dubna 2009      | Curych                | Švýcarsko     | Hallenstadion                         |                   |             |
| 14. dubna 2009     | Londýn                | Anglie        | The O2 Arena                          | 36,383 / 37,310   | $2,155,362  |
| 16. dubna 2009     | Londýn                | Anglie        | The O2 Arena                          | 36,383 / 37,310   | $2,155,362  |
| 18. dubna 2009     | Dublin                | Irsko         | The O2                                | 12,060 / 12,060   | $979,364    |
| 21. dubna 2009     | Manchester            | Anglie        | Evening News Arena                    |                   |             |
| 23. dubna 2009     | Birmingham            | Anglie        | LG Arena                              |                   |             |
| 13. května 2009    | Lipsko                | Německo       | Zentralstadion                        |                   |             |
| 15. května 2009    | Mnichov               | Německo       | Olympiastadion                        |                   |             |
| 17. května 2009    | Gelsenkirchen         | Německo       | Veltins-Arena                         |                   |             |
| 19. května 2009    | Kolín nad Rýnem       | Německo       | RheinEnergieStadion                   |                   |             |
| 22. května 2009    | Hockenheim            | Německo       | Hockenheimring                        |                   |             |
| 24. května 2009    | Vídeň                 | Rakousko      | Ernst-Happel-Stadion                  |                   |             |
| 26. května 2009    | Bělehrad              | Srbsko        | Stadion FK Partizan                   |                   |             |
| 28. května 2009    | Athény                | Řecko         | Olympiakó Stádio                      |                   |             |
| 3. června 2009     | Lisabon               | Portugalsko   | Estádio José Alvalade                 |                   |             |
| 5. června 2009     | Madrid                | Španělsko     | Vicente Calderón Stadium              |                   |             |
| 7. června 2009     | Barcelona             | Španělsko     | Estadi Olímpic Lluís Companys         | 64,196 / 64,376   | $5,906,138  |
| 9. června 2009     | Marseille             | Francie       | Stade Vélodrome                       |                   |             |
| 12. června 2009    | Paříž                 | Francie       | Stade de France                       |                   |             |
| 15. června 2009    | Oslo                  | Norsko        | Valle Hovin                           | 40,000 / 40,000   | $4,136,860  |
| 17. června 2009    | Helsinky              | Finsko        | Helsingin olympiastadion              | 44,522 / 44,522   | $4,640,928  |
| 19. června 2009    | Kodaň                 | Dánsko        | Parken Stadium                        | 48,869 / 48,869   | $5,363,954  |
| 21. června 2009    | Göteborg              | Švédsko       | Ullevi Stadion                        | 56,568 / 56,568   | $4,518,232  |
| 23. června 2009    | Amsterdam             | Nizozemsko    | Amsterdam Arena                       | 50,541 / 50,541   | $4,361,233  |
| 26. června 2009    | Londýn                | Anglie        | Wembley Stadium                       |                   |             |
| 28. června 2009    | Naas                  | Irsko         | Punchestown Racecourse                | 69,354 / 69,354   | $6,826,792  |
| 30. června 2009    | Glasgow               | Skotsko       | Hampden Park                          |                   |             |
| Severní America    |                       |               |                                       |                   |             |
| 28. července 2009  | Foxborough            | Spojené státy | Gillette Stadium                      |                   |             |
| 31. července 2009  | East Rutherford       | Spojené státy | Giants Stadium                        | 46,673 / 53,567   | $3,266,661  |
| 2. srpna 2009      | Albany                | Spojené státy | Times Union Center                    |                   |             |
| 6. srpna 2009      | Moncton               | Kanada        | Magnetic Hill Concert Site            |                   |             |
| 8. srpna 2009      | Montréal              | Kanada        | Stade Olympique                       | 53,049 / 53,049   | $4,234,534  |
| 10. srpna 2009     | Ottawa                | Kanada        | Scotiabank Place                      | 14,071 / 14,071   | $1,290,639  |
| 14. srpna 2009     | Chicago               | Spojené státy | United Center                         | 12,995 / 14,381   | $1,163,053  |
| 16. srpna 2009     | Auburn Hills          | Spojené státy | The Palace of Auburn Hills            | 11,920 / 15,100   | $938,248    |
| 18. srpna 2009     | Grand Rapids          | Spojené státy | Van Andel Arena                       | 10,124 / 10,788   | $895,896    |
| 22. srpna 2009     | Winnipeg              | Kanada        | Canad Inns Stadium                    | 41,536 / 41,536   | $3,665,372  |
| 24. srpna 2009     | Regina                | Kanada        | Mosaic Stadium at Taylor Field        | 41,271 / 41,271   | $3,531,449  |
| 26. srpna 2009     | Edmonton              | Kanada        | Commonwealth Stadium                  | 55,838 / 55,838   | $4,764,061  |
| 29. srpna 2009     | Vancouver             | Kanada        | BC Place Stadium                      | 47,021 / 47,021   | $4,122,831  |
| 31. srpna 2009     | Tacoma                | Spojené státy | Tacoma Dome                           |                   |             |
| 2. září 2009       | San José              | Spojené státy | HP Pavilion at San Jose               |                   |             |
| 4. září 2009       | Fresno                | Spojené státy | Save Mart Center at Fresno State      |                   |             |
| 6. září 2009       | San Diego             | Spojené státy | San Diego Sports Arena                | 11,033 / 11,258   | $965,379    |
| 8. září 2009       | Anaheim               | Spojené státy | Honda Center                          | 12,123 / 12,892   | $1,080,749  |
| 16. října 2009     | Washington, D.C.      | Spojené státy | Verizon Center                        | 11,258 / 14,048   | $1,010,930  |
| 18. října 2009     | Buffalo               | Spojené státy | HSBC Arena                            |                   |             |
| 21. října 2009     | Filadelfie            | Spojené státy | Wachovia Center                       | 8,546 / 15,134    | $744,907    |
| 23. října 2009     | Atlanta               | Spojené státy | Philips Arena                         | 10,416 / 12,469   | $832,481    |
| 25. října 2009     | Greensboro            | Spojené státy | Greensboro Coliseum                   | 13,681 / 14,934   | $923,101    |
| 28. října 2009     | New Orleans           | Spojené státy | Smoothie King Center                  | 8,613 / 17,000    | $770,864    |
| 30. října 2009     | Jacksonville          | Spojené státy | Jacksonville Veterans Memorial Arena  | 9,778 / 10,550    | $792,307    |
| 2. listopadu 2009  | Dallas                | Spojené státy | American Airlines Center              | 9,241 / 13,214    | $742,313    |
| 4. listopadu 2009  | Oklahoma City         | Spojené státy | Ford Center                           | 8,027 / 11,775    | $686,376    |
| 6. listopadu 2009  | Austin                | Spojené státy | Frank Erwin Center                    |                   |             |
| 8. listopadu 2009  | Houston               | Spojené státy | Toyota Center                         | 11,115 / 12,895   | $653,958    |
| 12. listopadu 2009 | Mexico City           | Mexiko        | Foro Sol                              | 50,853 / 53,536   | $2,766,306  |
| 15. listopadu 2009 | El Paso               | Spojené státy | Don Haskins Center                    |                   |             |
| 19. listopadu 2009 | Orlando               | Spojené státy | Amway Arena                           |                   |             |
| 21. listopadu 2009 | San Juan              | Portoriko     | José Miguel Agrelot Coliseum          |                   |             |
| Jižní Amerika      |                       |               |                                       |                   |             |
| 27. listopadu 2009 | São Paulo             | Brazílie      | Estádio do Morumbi                    | 69,354 / 69,354   | $6,928,7000 |
| 2. prosince 2009   | Buenos Aires          | Argentina     | River Plate Stadium                   | 170,630 / 191,649 | $9,202,394  |
| 4. prosince 2009   | Buenos Aires          | Argentina     | River Plate Stadium                   | 170,630 / 191,649 | $9,202,394  |
| 6. prosince 2009   | Buenos Aires          | Argentina     | River Plate Stadium                   | 170,630 / 191,649 | $9,202,394  |
| Oceánie            |                       |               |                                       |                   |             |
| 28. ledna 2010     | Wellington            | Nový Zéland   | Westpac Stadium                       | 60,400 / 60,400   | $6,253,709  |
| 30. ledna 2010     | Wellington            | Nový Zéland   | Westpac Stadium                       | 60,400 / 60,400   | $6,253,709  |
| 4. února 2010      | Auckland              | Nový Zéland   | Western Springs Stadium               | 49,963 / 49,963   | $5,484,920  |
| 11. února 2010     | Melbourne             | Austrálie     | Etihad Stadium                        | 184,469 / 184,469 | $23,356,091 |
| 13. února 2010     | Melbourne             | Austrálie     | Etihad Stadium                        | 184,469 / 184,469 | $23,356,091 |
| 15. února 2010     | Melbourne             | Austrálie     | Etihad Stadium                        | 184,469 / 184,469 | $23,356,091 |
| 18. února 2010     | Sydney                | Austrálie     | ANZ Stadium                           | 213,045 / 213,045 | $25,665,711 |
| 20. února 2010     | Sydney                | Austrálie     | ANZ Stadium                           | 213,045 / 213,045 | $25,665,711 |
| 22. února 2010     | Sydney                | Austrálie     | ANZ Stadium                           | 213,045 / 213,045 | $25,665,711 |
| 25. února 2010     | Brisbane              | Austrálie     | Queensland Sport and Athletics Centre | 90,039 / 90,039   | $10,374,709 |
| 27. února 2010     | Brisbane              | Austrálie     | Queensland Sport and Athletics Centre | 90,039 / 90,039   | $10,374,709 |
| 2. března 2010     | Adelaide              | Austrálie     | Adelaide Oval                         | 41,569 / 41,569   | $5,396,590  |
| 6. března 2010     | Perth                 | Austrálie     | Subiaco Oval                          | 97,907 / 97,907   | $12,363,928 |
| 8. března 2010     | Perth                 | Austrálie     | Subiaco Oval                          | 97,907 / 97,907   | $12,363,928 |
| Asie               |                       |               |                                       |                   |             |
| 12. března 2010    | Saitama               | Japonsko      | Saitama Super Arena                   |                   |             |
| 14. března 2010    | Saitama               | Japonsko      | Saitama Super Arena                   |                   |             |
| 16. března 2010    | Osaka                 | Japonsko      | Osaka Dome                            |                   |             |
| Severní Amerika    |                       |               |                                       |                   |             |
| 9. dubna 2010      | Las Vegas             | Spojené státy | MGM Grand Garden Arena                |                   |             |
| 11. dubna 2010     | Kansas City           | Spojené státy | Sprint Center                         |                   |             |
| 13. dubna 2010     | Louisville            | Spojené státy | Freedom Hall                          |                   |             |
| 15. dubna 2010     | Milwaukee             | Spojené státy | Bradley Center                        |                   |             |
| 17. dubna 2010     | Des Moines            | Spojené státy | Wells Fargo Arena                     |                   |             |
| Evropa             |                       |               |                                       |                   |             |
| 14. května 2010    | Sofie                 | Bulharsko     | Vasil Levski Stadium                  |                   |             |
| 16. května 2010    | Bukurešť              | Rumunsko      | Piața Constituției                    |                   |             |
| 19. května 2010    | Udine                 | Itálie        | Stadio Friuli                         | 46,487 / 46,487   | $3,832,634  |
| 22. května 2010    | Wels                  | Rakousko      | Flugplatz                             |                   |             |
| 25. května 2010    | Hannover              | Německo       | Messegelände                          |                   |             |
| 27. května 2010    | Varšava               | Polsko        | Bemowo Airport                        | 63,303 / 70,000   | $4,120,923  |
| 30. května 2010    | Oslo                  | Norsko        | Valle Hovin                           | 40,000 / 40,000   | $4,403,739  |
| 1. června 2010     | Tampere               | Finsko        | Ratina Stadion                        | 32,475 / 32,475   | $3,137,809  |
| 3. června 2010     | Stockholm             | Švédsko       | Olympiastadion                        |                   |             |
| 5. června 2010     | Horsens               | Dánsko        | CASA Arena Horsens                    |                   |             |
| 8. června 2010     | Bern                  | Švýcarsko     | Stade de Suisse                       |                   |             |
| 11. června 2010    | Leicestershire        | Anglie        | Donington Park                        |                   |             |
| 13. června 2010    | Stuttgart             | Německo       | Cannstatter Wasen                     |                   |             |
| 15. června 2010    | Nice                  | Francie       | Stade Charles-Ehrmann                 |                   |             |
| 18. června 2010    | Paříž                 | Francie       | Stade de France                       |                   |             |
| 20. června 2010    | Drážďany              | Německo       | Ostragehege                           |                   |             |
| 22. června 2010    | Berlín                | Německo       | Olympijský stadion                    |                   |             |
| 26. června 2010    | Seville               | Španělsko     | Estadio Olímpico de Sevilla           | 50,435 / 60,000   | $4,143,863  |
| 28. června 2010    | Bilbao                | Španělsko     | San Mamés Stadium                     | 41,759 / 42,387   |             |